# 하이럼 R. 로트
하이럼 리처드 롯(Hiram Richard Lott, 1825년 4월 2일 ~ 1895년 6월 2일)은 미국의 정치인으로 제22대 루이지애나주 부지사이다.

## 경력
- 1859 ~ 1867 제26·27·28·29·30대 루이지애나 상원의원
- 1879 ~ 1895 제36·37·38·39·40대 루이지애나 상원의원
- 1893.12 ~ 1895.06 제39대 루이지애나 상원의장
- 1893.12 ~ 1895.06 제22대 루이지애나 부지사